# ریک فان استنبرخن
ریک فان استنبرخن (اسپانیایی: Rik Van Steenbergen‎; ۹ سپتامبر ۱۹۲۴ – ۱۵ مهٔ ۲۰۰۳) دوچرخه‌سوار اهل بلژیک بود.
وی در مسابقات کشوری و بین‌المللی در مجموع برندهٔ ۳ مدال طلا، ۱ مدال برنز شده‌است.